# ری ویل
ری ویل (انگلیسی: Ray Veall؛ زادهٔ ۱۶ مارس ۱۹۴۳) بازیکن فوتبال اهل بریتانیا است.
از باشگاه‌هایی که در آن بازی کرده‌است می‌توان به باشگاه فوتبال پرستون نورث اند، باشگاه فوتبال دونکستر راورز، باشگاه فوتبال هادرزفیلد تاون، و باشگاه فوتبال اورتون اشاره کرد.